# The Sinner
The Sinner è una serie televisiva antologica statunitense di genere giallo in onda dal 2017 al 2021, la cui prima stagione era basata sull'omonimo romanzo della scrittrice tedesca Petra Hammesfahr.
Gli otto episodi iniziali, originariamente concepiti come miniserie, sono stati ordinati a gennaio 2017 e sono stati mandati in onda su USA Network dal 2 agosto 2017, con Jessica Biel nel ruolo di protagonista e anche di produttore esecutivo. Dato il grande successo, a marzo 2018, la serie è stata rinnovata per un secondo ciclo di 8 episodi tenendo solo il personaggio interpretato da Bill Pullman e passando quindi al formato antologico (in ogni stagione il detective Harry Ambrose indaga su un diverso caso). 
La terza stagione è andata in onda il 6 febbraio 2020 sul network USA. Il 17 novembre 2021 viene annunciato che la quarta stagione, in onda dal 13 ottobre 2021, sarebbe stata la stagione conclusiva della serie.
The Sinner ha riscosso notevole successo; ha infatti ricevuto due nomination alla 75ª edizione dei Golden Globe Awards: una per la Miglior Miniserie o Film per la TV e una per la miglior attrice in una mini-serie o film per la televisione per Jessica Biel, la quale ha anche ricevuto una nomination agli Emmy Awards nella stessa categoria.

## Trama
Nella prima stagione, Cora Tannetti, moglie e madre di Dorchester dalla vita apparentemente serena, un giorno uccide uno sconosciuto colta da un impeto di rabbia, senza motivo e con estrema ferocia. Dopo la confessione di Cora, la mancanza di un movente porta il detective Harry Ambrose a indagare su cosa sia successo nella psiche della giovane donna.
Nella seconda stagione, Harry Ambrose torna nella sua città natale Keller, dopo che Julian Walker, un ragazzo di 13 anni, ha confessato di aver avvelenato i suoi genitori; il detective apprende i segreti che gli abitanti della città sono determinati a lasciare sepolti.
Nella terza stagione, Harry Ambrose inizia a indagare su un gravissimo incidente accaduto a Dorchester, una cittadina poco distante da New York, e sull'unico sopravvissuto Jamie Burns. Durante le indagini, però, riporterà alla luce un mistero sepolto da anni.
Nella quarta e ultima stagione, Harry Ambrose ormai in pensione, va in vacanza con la sua fidanzata Sonya Barzel, sull'isola di Hanover; una notte, vede una ragazza con cui aveva parlato qualche ora prima gettarsi dalla scogliera, e inizia a indagare sul caso.

## Episodi
| Stagione         | Episodi | Prima TV originale | Prima TV Italia |
| ---------------- | ------- | ------------------ | --------------- |
| Prima stagione   | 8       | 2017               | 2018            |
| Seconda stagione | 8       | 2018               | 2019            |
| Terza stagione   | 8       | 2020               | 2020            |
| Quarta stagione  | 8       | 2021               | 2022            |

## Personaggi e interpreti

### Principali
- Harry Ambrose (stagioni 1-4), interpretato da Bill Pullman, doppiato da Marco Mete[4]: detective, separato dalla moglie. Nella prima stagione frequenta la dominatrice Sharon. Nella terza stagione si fidanza con Sonya Barzel. Risolve i casi di Cora Tannetti, Julian Walker, Jamie Burns e Percy Muldoon.
- Cora Tannetti (stagione 1) interpretata da Jessica Biel, doppiata da Chiara Gioncardi: moglie di Mason Tannetti e madre di Laine; figlia di Elizabeth e William Lacey, sorella maggiore di Phoebe. Uccide un ragazzo sulla spiaggia.
- Mason Tannetti (stagione 1) interpretato da Christopher Abbott, doppiato da Marco Vivio[4]: marito di Cora e padre di Laine; figlio di Lorna e Ron Tannetti.
- Dan Leroy (stagione 1, guest stagione 2), interpretato da Dohn Norwood doppiato da Andrea Lavagnino[4]: detective, partner di Harry Ambrose.
- Caitlin Sullivan (stagione 1), interpretata da Abby Miller, doppiata da Ilaria Latini[4]: agente di polizia.
- Ann Farmer (stagione 1), interpretata da Joanna Adler, doppiata da Laura Romano: capitano del Nucleo Investigativo della Polizia di Stato.
- Vera Walker (stagione 2), interpretata da Carrie Coon, doppiata da Chiara Colizzi: il leader della comunità di Mosswood e madre adottiva di Julian.
- Heather Novak (stagione 2), interpretata da Natalie Paul, doppiata da Letizia Scifoni: una detective di Keller che chiede l'aiuto del detective Ambrose per indagare sul caso di Julian Walker.
- Marin Calhoun (stagione 2), interpretata da Hannah Gross, doppiata da Valentina Favazza: l'amica d'infanzia turbolenta di Heather Novak, scomparsa da diversi anni. Madre biologica di Julian Walker.
- Julian Walker (stagione 2), interpretato da Elisha Henig, doppiato da Luca Tesei: un ragazzino di 13 anni che uccide due persone.
- Jack Novak (stagione 2), interpretato da Tracy Letts, doppiato da Massimo De Ambrosis: è il padre di Heather Novak e vecchio amico del detective Harry Ambrose. Si scopre essere il padre biologico di Julian Walker.
- Jamie Burns (stagione 3), interpretato da Matt Bomer: un uomo che sta per diventare padre, residente a Dorchester, che chiede l'aiuto di Harry Ambrose dopo essere sopravvissuto a un incidente automobilistico causato da lui per fermare il suo amico Nick Haas, che voleva commettere un omicidio.
- Leela Burns (stagione 3), interpretata da Parisa Fitz-Henley: la moglie di Jamie che aspetta il loro primo figlio.
- Sonya Barzel (stagione 3-4), interpretata da Jessica Hecht: un'artista proprietaria del terreno dove è avvenuto l'incidente automobilistico attorno a cui ha inizio la terza stagione. Durante la terza stagione si fidanza con Harry Ambrose.
- Vic Soto (stagione 3), interpretato da Eddie Martinez: un detective della polizia di Dorchester che aiuta Harry nel caso.
- Nick Haas (stagione 3), interpretato da Chris Messina: amico di Jamie dai tempi del college, ucciso accidentalmente da lui in un incidente automobilistico.
- Percy Muldoon (stagione 4), interpretata da Alice Kremelberg: ragazza  che lavora come capitano di un peschereccio nell'azienda di famiglia sull'isola di Hanover. Problematica, dura, carismatica, depressa con dipendenze da alcol e droghe. Scompare misteriosamente subito dopo che Harry Ambrose la vede apparentemente buttarsi giù da una scogliera e inizia così a indagare sul caso. Tutti pensano che si sia suicidata tranne sua nonna.
- Colin Muldoon (stagione 4), interpretato da Michael Mosley: lo zio di Percy, figlio di Meg e fratello di Sean.
- Meg Muldoon (stagione 4), interpretata da Frances Fisher: proprietaria dell'azienda di pescatori più importante dell'isola di Hanover. Madre di Sean e Colin e nonna di Percy che non crede al suo suicidio.
- Stephanie Lam (stagione 4), interpretata da Cindy Cheung: moglie di Mike e madre di CJ.
- Mike Lam (stagione 4), interpretato da Ronin Wong: proprietario del ristorante Golden Fish sull'isola di Hanover, marito di Stephanie e padre di CJ.
- Sean Muldoon (stagione 4), interpretato da Neal Huff: il padre di Percy, figlio di Meg e fratello di Colin.

### Ricorrenti
- Madeline "Maddie" Beecham (stagione 1), interpretata da Danielle Burgess[5]: ex di J.D.
- Lorna Tannetti (stagione 1), interpretata da Patti D'Arbanville[6]: moglie di Ron Tannetti, madre di Mason e nonna di Laine.
- Fay Ambrose (stagione 1), interpretata da Kathryn Erbe[6]: moglie di Harry Ambrose con cui ha problemi di coppia.
- Elizabeth Lacey (stagione 1), interpretata da Enid Graham[7]: moglie di William Lacey, madre di Cora e Phoebe, nonna di Laine, fervente cattolica.
- J.D. Lambert (stagione 1), interpretato da Jacob Pitts[8]: spacciatore, ex di Maddie.
- Phoebe Lacey (stagione 1), interpretata da Nadia Alexander[5]: figlia di Elizabeth e William Lacey, sorella minore di Cora; è nata malata.
- Margaret Lacey (stagione 1), interpretata da Rebecca Wisocky[7]: sorella di William Lacey, zia di Cora e Phoebe.
- Frankie Belmont (stagione 1), interpretato da Eric Todd[6]: vittima di Cora, morto pugnalato più volte da lei.
- Ron Tannetti (stagione 1), interpretato da Robert Funaro[9]: marito di Lorna, padre di Mason e nonno di Laine.
- William Lacey (stagione 1), interpretato da C.J. Wilson: marito di Elizabeth, padre di Cora e Phoebe e nonno di Laine.
- Sharon (stagione 1), interpretata da Meredith Holzman: dominatrice che ha una relazione con Harry Ambrose.
- Bess McTeer (stagione 2), interpretata da Ellen Adair: una delle vittime di Julian, morta per avvelenamento.
- Adam Lowry (stagione 2), interpretato da Adam David Thompson: una delle vittime di Julian, morto per avvelenamento.
- Andy "Brick" Brickowski (stagione 2), interpretato da David Call: un ufficiale che lavora con Heather.
- Capo Tom Lidell (stagione 2), interpretato da Jay O. Sanders: il capo del dipartimento di polizia di Keller.
- Rosemay Ambrose (stagioni 2-3), interpretata da Allison Case: la madre di Harry Ambrose.
- Harry Ambrose da giovane (stagione 2-3), interpretato da Brady Jenness.
- Emma Hughes (stagione 3), interpretata da Layla Felder.: studentessa di Jamie.
- Ernestine Jones (stagione 3), interpretata da Gameela Wright: una detective che indaga sull'omicidio di Kyle.
- Kyle (stagione 3), interpretato da Michael Braun: medium ucciso da Jamie Burns.
- Sophie Greenfield (stagione 3), interpretata da Ella Rae Peck: ex studentessa di Jamie, che incontra per caso a una mostra e in seguito va a una festa con lei.
- Melanie Ambrose (stagione 3), interpretata da Leslie Fray: la figlia di Harry Ambrose.
- Eli Ambrose (stagione 3), interpretato da Luke Davide Blumm: il nipote di Harry Ambrose, figlio di Melanie.
- CJ Lam (stagione 4), interpretato da David Huynh: figlio di Mike e Stephanie. Ha avuto in passato una relazione con Percy, di cui è sempre stato innamorato.
- Lou Raskin (stagione 4), interpretato da Joe Cobden: il capo della polizia dell'isola di Hanover.
- Greta (stagione 4), interpretata da Kim Roberts: pittrice lesbica che vive sull'isola di Hanover, amica di Sonya Barzel.
- Risa (stagione 4), interpretata da Ambyr Dunn: la mamma di Percy che ha affidato alle cure della nonna Meg, perché quando è diventata madre aveva solo 16 anni. In seguito si è sposata e ha avuto altri tre figli, un maschio e due femmine. Con Percy si vede ogni tanto raramente e davanti agli altri figli che non sanno nulla, di lei dice che è una sua amica.
- Caroline (stagione 4), interpretata da Niamh Wilson: conquilina e in seguito amica di Percy a Portland.
- Emiliana Castillo (stagione 4), interpretata da Mercedes De la Zerda: ragazza che lavora per i Muldoon, come guardiana del molo dell'isola di Hanover, che controlla tutte le barche che ci attraccano. Esegue misteriosi riti magici che per un po' hanno aiutato Percy.
- Brandon Keyser (stagione 4), interpretato da Gharrett Patrick Paon: ex fidanzato di Percy che lo ha lasciato senza alcun motivo. Adesso è sposato e ha un figlio e lavora come capitano di un peschereccio sull'isola di Hanover. Viene trovato morto sul suo peschereccio con un colpo di pistola alla testa, da Harry e Meg.
- Kat Keyser (stagione 4), interpretata da Samantha Brown: la moglie di Brandon.
- Josh Moore (stagione 4), interpretato da Zach Faye: poliziotto corrotto dell'isola di Hanover, implicato nel traffico di esseri umani.
- Belle Keyser (stagione 4), interpretata da Martha Elizabeth Irving: la madre di Brandon.
- Verne Novack (stagione 4), interpretato da Scott McCord: capo di un'organizzazione sull'isola di Hanover, che rapisce immigrati clandestini e poi venderli nel traffico di esseri umani. Ha ucciso Brandon Keyser perché non voleva più far parte di questa organizzazione.
- Detective Brookes (stagione 4), interpretato da Reid Price: detective di Portland, che arriva sull'isola di Hanover per indagare sull'omicidio di Brandon Keyser.
- Rhonda (stagione 4), interpretata da Nikki Barnett: la fidanzata di Colin Murdoon.
- Bo Lam (stagione 4), interpretato da Donald Heng: primo figlio di Mike e Stephanie e fratello di CJ. Lavorava come pescatore per i Muldoon, ma un giorno per aiutare la sua famiglia ha venduto 90 kg di pesce appartenente ai Muldoon in un'altra città. I Muldoon lo hanno scoperto e gli hanno chiesto il risarcimento di 2000 dollari, ma lui si è rifiutato picchiando Sean, e Percy per cercare di salvare suo padre lo ha ucciso per sbaglio con una pistola. Per far tacere la sua famiglia, gli hanno regalato la licenza di pesca con cui poi hanno potuto aprire il ristorante Golden Fish, e nascosto il suo corpo su un'isola rocciosa comprata per 10 dollari da Sean. I Lam poi hanno raccontato a tutti che Bo è ritornato a Hong Kong. A causa della sua morte Sean si è fatto male a una spalla mentre riportava il suo corpo a casa loro, iniziando così a drogarsi per il dolore alla spalla e Percy per i sensi di colpa e cercare di dimenticare ha iniziato ad abusare di alcol e droghe ed è entrata in depressione.

## Produzione
L'episodio pilota è stato scritto da Derek Simonds e diretto da Antonio Campos, che figura tra i produttori esecutivi della serie. Anche Jessica Biel è produttrice esecutiva, assieme alla sua socia Michelle Purple, tramite la Iron Ocean, loro casa di produzione.
La canzone che fa impazzire Cora e da cui partono le indagini si intitola Huggin & Kissin, eseguita dai Big Black Delta.
La prima stagione è stata ordinata il 17 gennaio 2017 ed è andata in onda dal 2 agosto al 20 settembre 2017. Originariamente, la serie è stata creata come una miniserie; tuttavia, nel marzo 2018, è stato annunciato dalla rete USA che la serie sarebbe tornata per una seconda stagione.
La terza serie è andata in onda nel 2020. È stata ordinata una quarta e ultima stagione che sarà presentata in anteprima il 13 ottobre 2021.

## Accoglienza

### Prima stagione
La prima stagione è stata accolta positivamente dalla critica. Sull'aggregatore di recensioni Rotten Tomatoes ha un indice di gradimento del 94% con un voto medio di 6,9 su 10, basato su 33 recensioni. Il commento del sito recita: "Intelligentemente imprevedibile e guidata da potenti prestazioni di un cast di talento, The Sinner affonda i suoi ganci velocemente e non lascia andare". Su Metacritic, invece, ha un punteggio di 71 su 100, basato su 23 recensioni.

### Seconda stagione
Anche la seconda stagione è stata acclamata dalla critica. Su Rotten Tomatoes ha un indice di gradimento del 100% con un voto medio di 7,54 su 10, basato su 23 recensioni. Il commento del sito recita: "Nella sua seconda stagione, The Sinner si impone come una avvincente serie thriller con capacità di resistenza". Su Metacritic, invece, ha un punteggio di 75 su 100, basato su 26 recensioni.
Ancora una volta la critica ha lodato la sceneggiatura e le performance del cast, notando che la stagione ha superato le aspettative della prima stagione, visto che Jessica Biel non appare e che il materiale del libro originale si è esaurito.
Alex McLevy del The A.V. Club ha scritto una recensione entusiastica dei primi episodi e ha lodato in particolare l'esibizione di Carrie Coon nei panni della misteriosa Vera Walker. McLevy ha scritto che la seconda stagione potrebbe essere anche migliore della prima, notando "Due cose impediscono di sentirsi come un rifacimento della prima stagione: le eccellenti scelte e nuovi colpi di scena pensati dallo scrittore-creatore Derek Simonds e i talento attoriali coinvolti nel farlo vivere. Il principale merito va a Carrie Coon, che ... conferisce una meravigliosa fusione tra umanesimo abbagliato e sinistre duplicità alla parte: una prestazione magnetica da parte dell'attore che eleva il materiale e dona gravità ad alcune delle svolte anche meno plausibili".

### Terza stagione
La terza stagione ha ricevuto su Rotten Tomatoes un voto di gradimento dell'85% con una media di 7,28 / 10 basata su 13 recensioni. Metacritic ha assegnato un punteggio di 81 su 100 sulla base di cinque critiche che equivale a una valutazione "riconoscimento universale".

## Riconoscimenti
- 2018 - Critics' Choice Television Awards[23]
  - Candidatura per il miglior attore in un film o una miniserie a Bill Pullman
  - Candidatura per la miglior attrice in un film o una miniserie a Jessica Biel
- 2018 - Golden Globe[24]
  - Candidatura per la miglior miniserie o film per la televisione
  - Candidatura per la miglior attrice in una miniserie o film per la televisione a Jessica Biel
- 2018 - Saturn Awards[25]
  - Candidatura per la miglior presentazione in televisione
- 2018 - Emmy Award[26]
  - Candidatura per la miglior attrice protagonista in una miniserie o film a Jessica Biel